# Nayyara Noor
Pour les articles homonymes, voir Noor.
Nayyara Noor, en ourdou نیرہ نور, née le 3 novembre 1950 à Guwahati, morte le 20 août 2022 à Karachi, est une chanteuse de playback pakistanaise.

## Biographie
Sa famille et ses ancêtres appartiennent à une classe marchande. Son père est un membre actif de la Ligue musulmane et accueillit le père fondateur du Pakistan, Muhammad Ali Jinnah, lors de son voyage en Assam avant la partition en 1947.
En 1958, Noor, avec sa mère et ses frères et sœurs, émigre de l'Inde au Pakistan et s'installe à Karachi. Cependant, son père reste dans l'Assam jusqu'en 1993 pour s'occuper des biens immobiliers de la famille.

## Carrière
Enfant, Nayyara affirme avoir inspiré par les bhajans de Kanan Devi ainsi que par les ghazals et les thumris de Begum Akhtar. Alors que Nayyara n'a aucune formation musicale formelle, elle est découverte par le professeur Asrar Ahmad du Collège islamique de Lahore lorsqu'il l'entend chanter le bhajan de Lata Mangeshkar Jo tum todo piya, du film Jhanak Jhanak Payal Baaje, pour ses amis et professeurs à l'école lors d'une fête annuelle au Collège national des arts de Lahore en 1968. Peu de temps après, on lui demande de chanter pour les programmes de l'université de Radio Pakistan.
En 1971, Nayyara fait ses débuts en chantant en public dans des séries télévisées pakistanaises, puis avec des films tels que Gharana (1973) pour lequel elle remporte lors des Nigar Awards le prix de la meilleure chanteuse de playback. Elle chante ensuite des ghazals écrits par des poètes ourdous célèbres tels que Mirza Ghalib et Faiz Ahmed Faiz et à côté de légendes telles que Mehdi Hassan et Ahmed Rushdi.
Nayyara se tourne vers les mehfils et les mushairas, ayant consolidé sa popularité parmi les amateurs de ghazal au Pakistan et en Inde. Son ghazal le plus célèbre est probablement Ae Jazba-e-Dil Gar Main Chahoon, écrit par Behzad Lucknavi. Elle reçoit de nombreux prix pour ce ghazal.
En 2006, elle reçoit la Fierté de la performance pour l'ensemble de son œuvre. Elle remporte aussi trois médailles d'or de la All Pakistan Music Conference.
En 2012, Nayyara Noor annonce officiellement qu'elle ne chantera plus professionnellement. Après son mariage, elle privilégie des rôles principaux d'épouse et de mère. Elle dit que la musique était pour elle une passion mais jamais sa priorité absolue.

## Vie privée
Elle fut mariée à Shehryar Zaidi. Leur fils cadet Jaffer Zaidi est le chanteur principal du groupe de musique Kaavish, tandis que son fils aîné Naad-e-Ali a plus tard une carrière en tant que chanteur solo.

## Décès
Elle meurt le 20 août 2022 à Karachi des suites d'une brève maladie à l'âge de 71 ans.